# Барбара Кьяппіні
Барбара К'яппіні (італ. Barbara Chiappini; *2 листопада 1974, П'яченца, Італія) — італійська акторка й фотомодель.

## Біографія
Навчалася гри на скрипці чотири роки в консерваторії її міста. У 1993 році виграла конкурс краси «Італійка для Міс Світу» і згодом взяла участь у конкурсі «Міс Світу», вигравши титул «Міс фотогенічність». У тому ж році дебютувала на телебаченні, у вар'єте «Buona Domenica». З'являлася на обкладинках трьох еротичних календарів у 2002, 2003 і 2004 роках. Брала участь у мильній опері «Un посто Al Sole» і в реаліті-шоу «L'Isola dei FAMOSI». Зараз активно знімається в фільмах і серіалах.

## Фільмографія

### Театр
- 2005 — Molto rumore per nulla
- 2006 — Per...il solito vizietto
- 2007 — Nel momento giusto nel posto sbagliato
- 2007 — Cari bugiardi

### Телебачення
- 1996 — Cinema sotto le stelle
- 1999–2000 — Number two
- 2000 — Domenica In

### Фільми
- 1998 — Paparazzi
- 1999 — T'amo e t'amerò
- 2001 — Vento di primavera — Innamorarsi a Monopoli
- 2002 — Le ragazze di Miss Italia
- 2003 — Il latitante
- 2005 — Midsummer Dream
- 2011 — Police Station

## Джерело
- Сторінка в інтернеті [Архівовано 20 вересня 2015 у Wayback Machine.]

1. ↑  Person Profile // Internet Movie Database — 1990.